# Szaljut–2
A Szaljut–2 (oroszul: Салют 2) Almaz katonai űrállomás, a második kísérleti célból indított szovjet űrállomás volt. Az űrállomás tesztrepülése sikertelen volt.

## Jellemzői
A Hrunyicsev Gépgyárban készült.
Megnevezései: Szaljut–2; OPSZ–1; COSPAR: 1973-017A. Kódszáma: 06398.
1973. április 4-én a Szaljut-program keretében Bajkonuri űrrepülőtérről az LC–81/23 (LC–Launch Complex) jelű indítóállványról egy Proton–K hordozórakétával állították alacsony Föld körüli pályára (LEO = Low-Earth Orbit). Orbitális pályája 89,8 perces, 51,6 fokos hajlásszögű, elliptikus pálya-perigeuma 257 kilométer, apogeuma 278 kilométer volt.

## Alapadatok
- lehetséges űrhajósok száma: 3 fő
- villamos teljesítmény: 3500 W
- bruttó tömege: 18,5 tonna
- hossza: 14,55 méter
- belső hossza: 13,6 méter
- hasznos tér: 9,80 méter
- átmérő: 4,15 méter
- hermetikus terek légköbmétere: 82,5 m³
- folyamatosan használható szabad terek: 47 m³
- fordulatok száma: 866
- megtett távolság: 35 163 530 kilométer, 21 849 600 mérföld

A fő teleszkóp átmérője 1 méter, fókusztávolsága 6,4 m, a képeket 50x50 cm-es filmkockákra készítette. Felbontása a felszínen hozzávetőleg 50 cm volt. A képeket egyaránt vissza lehetett küldeni a visszatérő egységgel, vagy a fedélzeten előhívni, és "beszkennelve" rádiókapcsolaton keresztül visszaküldeni a földre. Egy kép átviteli ideje hozzávetőleg fél óra volt.
Az automatikus és a Földről irányított beüzemelést követően Pavel Romanovics Popovics parancsnok és Jurij Petrovics Artyuhin fedélzeti mérnök indult volna az űrállomásra, de április 17-én az űrállomáson robbanás történt, a napelemek megsérültek, az energia nélkül maradt állomással megszakadt az összeköttetés. Személyzet nem tudta meglátogatni. A robbanás okai lehettek: akkumulátor, oxigéntartály, navigációs motor – mindhárom egység egy rekeszbe volt építve(!); rakétafokozat robbanása nem lehetett, mert az űrállomás az elért pályán már önállóan repült,[forrás?]
A civil (Zarja) és a katonai (Almaz) űrállomások kívülről nagyon hasonlítottak egymásra, a különbség elsősorban belül volt. Az Almaz űrállomásokon több fényképészeti, infravörös és rádiótechnikai felderítő eszközt helyeztek el.
Az űreszköz hat részből tevődött össze 
1. az első a passzív Igla dokkolórendszer a zsilipkamrával (hossza 2, átmérője 1–3 méter). Egyetlen zsilipkamra és dokkolószerkezet volt, ezért csak egy űrhajót fogadhatott.
2. a második, a nyomás alatt lévő fő rész (átmérője 4 méter; 7 munkahellyel), 20 ablakkal felszerelve,
3. a harmadik nyomás alatt lévő rész tartalmazta: a vezérlő, a kommunikációs, az áramellátó, a létfenntartó rendszereket, valamint egyéb kiegészítő berendezéseket,
4. negyedik részben (átmérője 2 méter, nyomásszabályozás nélkül) helyezték el a hajtóanyag-tartályt, a pályaelemek biztosítását szolgáló motorokat (két darab 4 kN), az éjszakai (földárnyék) energiaellátását biztosító kémiai akkumulátorokat, az oxigéntartályt, a víztartályt és a regenerációs rendszereket.
5. az ötödik terület: az űrállomás testére (balra és jobbra) szerelték a 4 darab napelempaneleket (52 négyzetméter, 3,5 kW), kint kapott helyet a hőszabályzó rendszer, a helyzetmeghatározó egység, egyéb berendezések.
6. az űrállomás fel volt szerelve egy 350 kg tömegű visszatérő kapszulával, amely a fő teleszkóp által készített képeket juttatta vissza a földre. A kibocsátás után a kapszula lassítását, illetve a forgás megszüntetését rakétahajtóművel végezték, a földet érést ejtőernyővel és légzsákkal mérsékelték.

1973. május 28-án 54 nap (0,15 év) után belépett a légkörbe és megsemmisült.

### A Szaljut-2-t említő cikkek
- Űrhadviselés – MOL vs. Almaz
- Sose használták a szovjet Apollót

| Elődje: Szaljut–1 | Szaljut-program 1971 | Utódja: Szaljut–3 |